# Juan García Rodríguez
Juan de la Caridad García Rodríguez (Camagüey, 1948. július 11. –) kubai római katolikus pap, a Havannai főegyházmegye érseke, bíboros.

## Életrajz

### A kezdetek, tanulmányai
A kubai papok első olyan csoportjának tagja volt, akik teljes egészében Kubában tanultak. Tanulmányait a Santiago de Cuba-i El Cobre-i Nagy Szent Bazil szemináriumban, majd a havannai Szent Károly és Ambrus Szemináriumban (ma Felix Varela atya Kultúrális Központ) végezte. 1972. január 25-én szentelték pappá. A felszentelése utáni években olyan plébániákon szolgált, amelyek ma a Ciego de Ávila-i egyházmegyéhez tartoznak.

### Püspöki pályafutása
II. János Pál pápa 1997. március 15-én a Camagüeyi egyházmegye segédpüspökévé nevezte ki, majd június 7-én püspökké szentelte Adolfo Rodríguez Herrera, Camagüey püspöke a camagüeyi Irgalmas Szűzanya-templomban. Püspöki jelmondatául a „Menjetek és hirdessétek az evangéliumot” választotta. A Camagüeyi egyházmegye 1998 végén főegyházmegyei rangra emelkedett, és 2002. június 10-én nevezték ki Herrera utódjává érsekként. Evangelizációs programokat dolgozott ki, amelyekben a nagyszülők, akik még emlékeztek a gyermekkori katolikus nevelésükre, unokáiknak tanították a katolicizmus alapelveit. A kormány engedélyével börtönlelkészségeket is létrehozott.
García Rodríguez volt az elnöke a 2006-ban Havannában megrendezett Első Nemzeti Missziós Gyűlésnek. 2006-ban megválasztották a Kubai Katolikus Püspöki Konferencia elnökévé, ezt a tisztséget 2010-ig töltötte be. Ő képviselte Kubát a latin-amerikai és karibi püspökök 2007-ben a brazíliai Aparecidában tartott ötödik nagygyűlésén, amely a Buenos Aires-i Bergoglio bíboros (a későbbi Ferenc pápa) által megfogalmazott Aparecidai nyilatkozat kihirdetésével zárult. A Vatikán 2007 februárjában az Igazságosság és Béke Pápai Tanácsa tagjává nevezte ki.
Részt vett a 2014-es családszinóduson.
2016. április 26-án Ferenc pápa a Havannai főegyházmegye érsekévé nevezte ki Jaime Lucas Ortega y Alamino bíboros utódjául. Kinevezéséről a Granma, a Kubai Kommunista Párt lapja számolt be, május 22-én iktatták be tisztségébe.
A 2019. október 5-i konzisztóriumon Ferenc pápa bíborossá kreálta, címtemplomául a Santi Aquila e Priscilla-templomot jelölte ki. 2020. február 21-én a Kléruskongregáció, 2020. április 20-án pedig a Latin-amerikai Pápai Bizottság tagjává nevezték ki.